# Алексий I Велики Комнин
Алексий I Велики Комнин (на гръцки: Αλέξιος Α΄ Μέγας Κομνηνός, Alexios I Megas Komnēnos, Alexius I Comnenus; * 1182, † 1 февруари 1222) е първият император на Трапезундската империя от 1204 до 1222 г.

## Живот
Той е син на севастократор Мануил Комнин (1145 – сл. 1185) и внук на Андроник I Комнин (1183 – 1185), последния византийския император от фамилията на Комнините, който през 1185 г. е свален от Исаак II Ангел и умира след това. Майка му Русудан е дъщеря на грузинския цар Георги III от рода на Багратионите.
След смъртта на баща му Мануил, майка му бяга с малкия Алексий и брат му Давид Комнин (1184 – 1214) от Константинопол. Те отиват на брега на Черно море, вероятно в Грузия.
Още преди завладяването на Константинопол от кръстоносците на Четвъртия кръстоносен поход през 1204 г. Алексий с помощта на грузинска войска, която му дава леля му царица Тамара от Грузия, завладява Трапезунд и околните територии. Успехите му се дължат на това, че фамилията Комнини произлиза оттук и е обичана от тамошното население. След този успех 22-годишният Алексий се провъзглася за първия император и Велик Комнин на Трапезунд. Така Алексий основава Комниновата династия, която управлява Трапезунд 257 години. Новата държава се намира по южния бряг на Черно море от Хераклея на запад до Сотериоуполис на границата с Грузия.
Брат му Давид завладява с помощта на грузински наемници територии в Пафлагония и Понт.
Алексий умира през 1222 г. след 18-годишно управление. Негов последник става Андроник I († 1235), съпругът на неговата дъщеря. Синовете на Алексий са прескочени при наследяването на трона. Те се възкачват на трапезундския трон по-късно като Йоан I и Мануил I.

## Семейство и деца
Алексий I се жени за Теодора Аксухина (1204 – 1222), вероятно дъщеря на Йоан Комнин Тлъсти и на Мария Комнина.
Алексий I и Теодора имат поне три деца:
- дъщеря, омъжена за император Андроник I Велики Комнин, император на Трапезунд 1222 – 1235
- Йоан I Велики Комнин († 1238), император на Трапезунд 1235 – 1238
- Мануил I Велики Комнин (* 1218, март 1263), император на Трапезунд 1238 – 1263